# Daniel Caro Borda
Daniel Caro Borda (* 22. Dezember 1939 in Bogotá) ist ein kolumbianischer Geistlicher und emeritierter römisch-katholischer Bischof von Soacha.

## Leben
Der Bischof von Zipaquirá, Buenaventura Jáuregui Prieto, weihte ihn am 15. August 1963 zum Priester.
Papst Johannes Paul II. ernannte ihn am 21. Juli 2000 zum Weihbischof in Bogotá und Titularbischof von Rusibisir. Die Bischofsweihe spendete ihm der Erzbischof von Bogotá, Pedro Kardinal Rubiano Sáenz, am 19. September desselben Jahres; Mitkonsekratoren waren Jorge Enrique Jiménez Carvajal CIM, Bischof von Zipaquirá, und Fernando Sabogal Viana, Weihbischof in Bogotá.
Am 6. August 2003 wurde er zum ersten Bischof des mit gleichem Datum errichteten Bistums Soacha ernannt und am 14. September desselben Jahres in das Amt eingeführt.
Papst Franziskus nahm am 29. Juni 2016 seinen altersbedingten Rücktritt an.